# India Meteorological Department

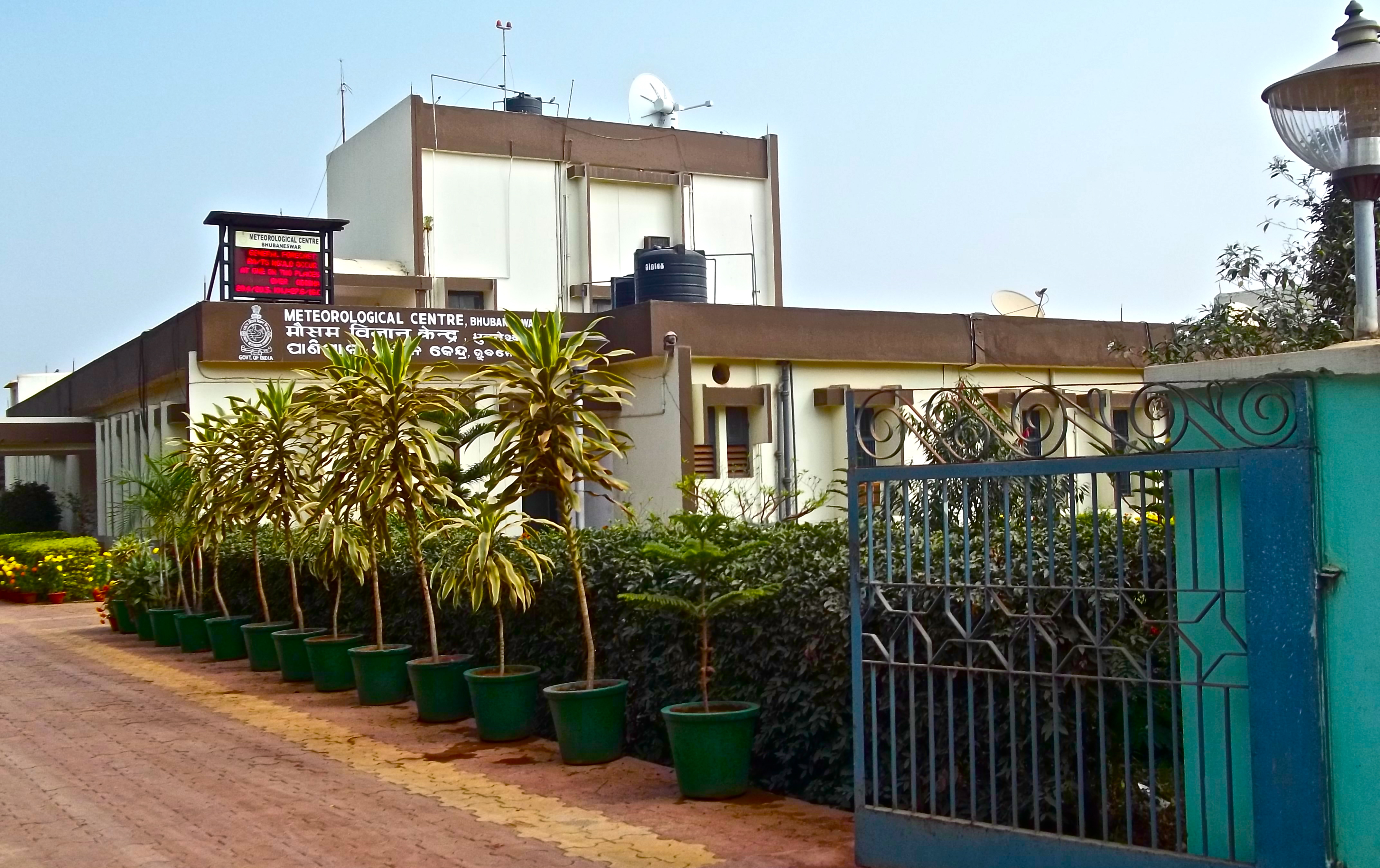
Gebäude des Meteorologisches Zentrum in Bhubaneswar, Odisha (2012)

Das India Meteorological Department (IMD) ist eine zur Regierung Indiens gehörende meteorologische Organisation, in deren Aufgabenbereich Wetterbeobachtungen, Wettervorhersagen und die Überwachung seismischer Aktivität gehört. Das IMD ist auch das Regional Specialised Meteorological Centre für die Vorhersage tropischer Wirbelstürme im Arabischen Meer und im Golf von Bengalen. Es hat seinen Sitz in der Hauptstadt Neu-Delhi.

## Organisation
Die Organisation wird durch den meteorologischen Generaldirektor geleitet, der von vier assistierenden meteorologischen Generaldirektoren in Neu-Delhi und einem weiteren in Pune unterstützt wird. Hinzu kommen zwanzig stellvertretende Generaldirektoren, von denen sich zehn in Neu-Delhi befinden.
Der Wetterdienst ist in sechs regionale Zentren gegliedert, die sich in Mumbai (Bombay), Chennai (Madras), Neu-Delhi, Kolkata (Kalkutta), Nagpur und Guwahati befinden und denen jeweils ein stellvertretender Direktor vorsteht. In jeder Hauptstadt eines Bundesstaates unterhält der Wetterdienst Regionalbüros.

## Geschichte
Nachdem ein tropischer Wirbelsturm 1864 Kalkutta direkt getroffen hatte und den Hungersnöten von 1866 und 1871, als der Monsun ausgeblieben war. entschied die britische Kolonialverwaltung, in Britisch-Indien eine meteorologische Organisation aufzubauen.
H.F. Blanford wurde der erste meteorologische Berichterstatter der indischen Regierung, und mit 1875 der Wetterdienst installiert. Im Mai 1889 wurde Sir John Eliot zum ersten Generaldirektor des Observatoriums in der damaligen Hauptstadt Kalkutta ernannt. Die Zentrale des Wetterdienstes wurde später verlegt, zuerst nach Shimla, dann nach Pune und schließlich nach Neu-Delhi.

## Aufgaben
Das IMD beobachtet das Wettergeschehen, übermittelt die Daten, erstellt Wettervorhersagen und erfüllt andere meteorologische Aufgaben. In Zusammenarbeit mit der Indian Space Research Organisation nutzt das IMD das Indian National Satellite System (INSAT) zur Wetterbeobachtung auf dem indischen Subkontinent. Das IMD war der erste Wetterdienst eines Entwicklungslandes, der ein eigenes geostationäres Satellitensystem unterhält.
Das IMD ist eines von sechs Regional Specialised Meteorological Centres im weltweiten Wetterúberwachungsprogramm der World Meteorological Organization und für die Vorhersage und Dokumentation tropischer Wirbelstürme im nördlichen Indischen Ozean verantwortlich. Die Wirbelsturmaktivität umfasst dabei das Arabische Meer und den Golf von Bengalen.